# Hymn Andaluzji
La bandera blanca y verde – hymn regionalny Andaluzji.
Tekst pieśni napisał na początku XX wieku andaluzyjski nacjonalista Blas Infante.
Oryginalną linię melodyczną stworzył José del Castillo i opierała się ona o pieśń religijną Santo Dios, popularną w wiejskich rejonach Andaluzji. Ta partytura zaginęła jednak podczas hiszpańskiej wojny domowej, dlatego współcześnie w użyciu jest linia melodyczna opracowana przez Manuela Castillo.
W 1981 La bandera blanca y verde została przyjęta jako regionalny hymn Andaluzji. Manuel Castillo stworzył wówczas nową melodię hymnu.

## Tekst
La bandera blanca y verde
vuelve, tras siglos de guerra,
a decir paz y esperanza,
bajo el sol de nuestra tierra.
¡Andaluces, levantaos!
¡Pedid tierra y libertad!
¡Sea por Andalucía libre,
España y la Humanidad!
Los andaluces queremos
volver a ser lo que fuimos
hombres de luz, que a los hombres,
alma de hombres les dimos.
¡Andaluces, levantaos!
¡Pedid tierra y libertad!
¡Sea por Andalucía libre,
España y la Humanidad!